# Hiperemia
La hiperemia es un aumento en la irrigación a un órgano o tejido. Puede ser activa (por arterias), o pasiva (venosa). Generalmente la hiperemia va acompañada de aumento en la temperatura y a veces, también de volumen. Macroscópicamente, un órgano hiperémico adquiere un tono rojo intenso.

## Clasificación
- Hiperemia activa (arterial)

Se produce cuando aumenta el riego arterial de sangre en la zona hiperémica. Esto es lo que usualmente ocurre cuando los órganos aumentan su actividad y requieren mayor aporte de oxígeno y nutrientes.
- Hiperemia pasiva (venosa) o también llamada reactiva.

Se genera por un drenaje sanguíneo deficiente en un órgano o tejido. Se subdivide en hiperemia pasiva general, cuando el trastorno involucra a todos los órganos y es producto de una insuficiencia cardíaca, y en hiperemia pasiva local, cuando el déficit en el drenaje se localiza en una afluente de las venas cavas.
- Datos: Q948806